# Юдахин, Феликс Николаевич
Фе́ликс Никола́евич Юда́хин (15 сентября 1934, Яны-Курган, Казакская АССР — 30 августа 2011, Москва) — советский и российский учёный, специалист в области глубинного строения и современной геодинамики литосферы, сейсмичности и сейсмического районирования, геоэкологических проблем северных территорий, член-корреспондент РАН.

## Биография
Родился 15 сентября 1934 года в селе Яны-Курган, Казахская АССР.
В 1957 году окончил геофизический факультет Московского геологоразведочного института им. С. Орджоникидзе.
В 1957—1975 годах работал в Киргизской геофизической экспедиции в должностях от техника-геофизика до главного геолога экспедиции.
В 1983 году стал доктором геолого-минералогических наук.
В 1986—1993 годах — директор Института сейсмологии АН Киргизии.
C 1993 года — директор Института экологических проблем Севера Уральского отделения РАН.
Председатель президиума Архангельского научного центра УрО РАН (с 2001).
Сфера научных интересов — изучение глубинного строения и современной геодинамики литосферы, сейсмичности и сейсмического районирования, геоэкологии:
- автор методик изучения глубинного геологического строения изученных площадей Высокой Азии, что позволило поискам месторождений олова, ртути, сурьмы, золота, термальных вод,
- впервые выполнил томографическое изучение земной коры и верхней мантии, глубинные магнитотеллурические зондирования, исследование изостазии,
- установил закономерности распределения месторождений полезных ископаемых в зависимости от особенностей глубинного строения и геодинамики земной коры,
- разработал геофизическую основу для составления карт общего и детального сейсмического районирования, прогноза сильных землетрясений,
- доказал существование в земной коре деформационных волн с периодами от нескольких месяцев до нескольких лет.
- осуществил исследования современной геодинамики и сейсмичности в условиях платформы,
- разработал методику выявления активных разломов и составления карт сейсмического микрорайонирования с использованием микросейсм,
- организовал сеть сейсмических станций с целью проведения геодинамического мониторинга.

По его инициативе была впервые создана и успешно действует сеть из 7-ми стационарных цифровых сейсмических станций, что связано с необходимостью оценки сейсмического риска для населения, особо важных и экологически опасных объектов (ядерного полигона на Новой Земле, центра атомного судостроения, хранилищ радиоактивных отходов, проектируемых атомных ТЭЦ, космодрома «Плесецк», протянувшихся на тысячи километров в сложных грунтовых условиях трасс нефте- и газопроводов и т. п.).
Являлся создателем научных школ «Закономерности проявления сейсмичности в горно-складчатых областях в связи с особенностями глубинного строения и современной динамики литосферы» и «Использование микросейсм для исследования геологической среды и строительных конструкций».
Скончался 30 августа 2011 года в Москве. Похоронен на Троекуровском кладбище.

## Награды и звания
- 1970 — Медаль «В ознаменование 100-летия со дня рождения Владимира Ильича Ленина»
- 1984 — Медаль «Ветеран труда»
- 1999 — Орден Почёта
- 2004 — Орден Дружбы
- 2006 — Премия Правительства РФ 2006 года в области науки и техники за труд (в составе коллектива авторов) «Разработка и внедрение системного экологического мониторинга как компонента стратегической безопасности».

## Память
- Институт геодинамики и геологии имени чл.-корр. РАН Ф.Н. Юдахина ФГБУН Федеральный исследовательский центр комплексного изучения Арктики имени академика Н. П. Лаверова Уральского отделения РАН

## Членство в организациях
Являлся членом многих советов в РАН, международных научных обществах и организациях.
- 1989 — член-корреспондент АН Киргизской ССР
- 1997 — член-корреспондент РАН.